# Alejandra Lazcano
Alejandra Moreno Lazcano (n. 31 decembrie 1984, Ciudad de México) este o actriță mexicană, care a jucat în telenovela Acorralada (2007).

## Filmografie
Alejandra Lazcano a avut roluri în:
- 2012: A Corazon Abierto - Alondra
- 2011: Cielo Rojo - Daniela Renteria
- 2009: Pobre diabla — Daniela Montenegro
- 2008: Valeria — Valeria Hidalgo (Protagonistă)
- 2006-2007: Acorralada — Diana Soriano(Protagonistă)
- 2005: Corazón partido .... Claudia Loret
- 2004: Locas pasiones
- 2004: Tormenta de pasiones .... Isabel
- 2003: La hija del jardinero .... Vanessa Sotomayor
- 2002: La virgen de Guadalupe .... Jimena de Alba
- 2002: La duda .... Graciela
- 2002: Sin permiso de tus padres
- 2001: Lo que callamos las mujeres
- 2001: Como en el cine .... Sofía Borja
- 1999: Catalina y Sebastián Martina
- 1998: Senora Fabiola Blanca
- 1998: Entre pingos .... Host-Herself
- 1997: Bucaneros .... Host-Herself
- 1997: La hora de los chavos